# Eusterinx imitator
Eusterinx imitator är en stekelart som beskrevs av Dasch 1992. Eusterinx imitator ingår i släktet Eusterinx och familjen brokparasitsteklar. Inga underarter finns listade i Catalogue of Life.